# Жардецкие
Жардецкие (пол. Zardecki, Żardecki) —  шляхетский и дворянский род герба Циолек.

## Описание герба
«В белом поле вол, или телёнок, цвета красного, идущий вправо. В нашлемнике выходящая голова телёнка, также обращенная вправо. Герб этот перенесён из Италии в 971 г. и принадлежал Понятовскому».

## История
Род существовал уже в XVII веке, внесён в шляхту королевства Галиции и Лодомерии. На территории Белоруссии род был распространён на Логойщине.

## Известные представители
Из наиболее ранних известно упоминание о Cjohannes Zardecki de Drzewicza, 1530 г.. Также о Жардецких герба Циолек из дома Држевицких есть упоминание у Каспера Несецкого.
- Вацлав Жардецкий (пол. Wacław Żardecki) — посол от Новогрудка на Сейм 1600 года.
- Болеслав Жардецкий[пол.] (1853—1924) — банкир, член Национального парламента Галиции